# Listen to Your Heart
"Listen to Your Heart" é uma canção escrita por Per Gessle e Mats M.P. Persson para Look Sharp! (1988), o segundo álbum de estúdio da banda sueca Roxette. A canção foi lançada como o terceiro compacto simples do álbum e atingiu êxito na Billboard Hot 100, onde atingiu a primeira posição na semana de 4 de novembro de 1989, se tornando o segundo número um da banda nos Estados Unidos.
De acordo com Gessle, no livreto de Don't Bore Us, Get to the Chorus! (1995), uma compilação dos maiores êxitos da banda, a canção foi concebida através de uma tentativa de "recriar aquela sonoridade enfatizada de estações de rádio FM estado-unidenses". Diz ainda que essa tentativa quase chegou ao absurdo pois realmente queria ver até onde conseguia chegar. Por esse motivo, apelida a canção de "A grande balada ruim". A canção ganhou uma versão da banda Desejo de Menina intitulada "Deixa Eu Te Amar". Em 2019, parte final da canção foi executada no segundo episódio da minissérie da Fox, BH90210, que é o reboot da série Barrados No Baile (ou Beverly Hills, 90210).
O videoclipe da canção foi filmado nas ruínas do Castelo de Borgholm, localizado na ilha de Öland, no Mar Báltico.
No Brasil a canção foi incluída na trilha sonora internacional da novela "O Sexo dos Anjos", exibida entre 1989/1990 pela TV Globo. Na obra de Ivani Ribeiro a música foi tema dos personagens "Isabela" e "Adriano", interpretados respectivamente por Isabela Garcia e Felipe Camargo.

## Legado
Em 3 de outubro de 2006, a canção atingiu a marca de três milhões de vezes que foi tocada nas rádios estadunidenses.

## Faixas
| 7" single |                               |         |  |
| N.º       | Título                        | Duração |  |
| 1.        | "Listen to Your Heart"        | 5:12    |  |
| 2.        | "(I Could Never) Give You Up" | 3:59    |  |

| CD maxi (1989) |                                       |         |  |
| N.º            | Título                                | Duração |  |
| 1.             | "Listen to Your Heart" (Single Mix)   |         |  |
| 2.             | "Dressed for Success" (New Radio Mix) |         |  |
| 3.             | "(I Could Never) Give You Up"         |         |  |
| 4.             | "Neverending Love" (Live)             |         |  |

| CD maxi (reedição de 1990) |                                                 |         |  |
| N.º                        | Título                                          | Duração |  |
| 1.                         | "Listen to Your Heart" (Swedish Single Version) |         |  |
| 2.                         | "Dangerous" (LP version)                        |         |  |
| 3.                         | "Listen to Your Heart" (U.S. Remix)             |         |  |
| 4.                         | "Dangerous" (U.S. Club Edit)                    |         |  |

## Desempenho nas paradas
| Parada (1988-1990)                 | Melhor posição |
| ---------------------------------- | -------------- |
| Alemanha (Media Control Charts)    | 7              |
| Austrália (ARIA)                   | 10             |
| Áustria (Ö3 Austria Top 75)        | 2              |
| Bélgica (Ultratop 50 da Valônia)   | 3              |
| Estados Unidos (Billboard Hot 100) | 1              |
| Nova Zelândia (Recorded Music NZ)  | 11             |
| Países Baixos (Single Top 100)     | 5              |
| Polónia (Polish Singles Chart)     | 1              |
| Suécia (Sverigetopplistan)         | 3              |
| Suíça (Schweizer Hitparade)        | 8              |

### Certificação
| País    | Certificador | Data                   | Certificação | Vendas  |
| ------- | ------------ | ---------------------- | ------------ | ------- |
| Áustria | IFPI         | 7 de março de 1990     | Ouro         | 15.000+ |
| Suécia  | IFPI         | 6 de fevereiro de 1989 | Ouro         | 25.000+ |

## Versão de DHT
Em 2005, o grupo belga de dance music DHT lançou uma regravação da canção no formato trance. Essa nova versão da canção atingiu êxito em vários locais do mundo. Lançada originalmente em 2003, na Bélgica, a regravação chegou às boates estado-unidenses no final de 2004. Em agosto de 2005, atingiu a oitava posição na Billboard Hot 100, se tornando uma das poucas canções de trance a atingir uma posição tão elevada nos Estados Unidos. Também em 2005, conquistou êxito no Reino Unido, tendo atingido a sétima posição na UK Singles Chart. Nesse mesmo ano, o grupo também lançou uma versão acústica da canção que recebeu alta rotação em rádios direcionadas a uma audiência adulta.

## Faixas
| CD single |                        |         |  |
| N.º       | Título                 | Duração |  |
| 1.        | "Listen to Your Heart" | 4:32    |  |
| 2.        | "My Dream"             | 3:55    |  |

| CD maxi |                                                       |         |  |
| N.º     | Título                                                | Duração |  |
| 1.      | "Listen to Your Heart" (Edmée's unplugged vocal edit) | 3:45    |  |
| 2.      | "Listen to Your Heart" (furious F.EZ radio edit)      | 3:11    |  |
| 3.      | "Listen to Your Heart" (uniting nations remix)        | 7:11    |  |
| 4.      | "Listen to Your Heart" (furious F.EZ extended mix)    | 4:54    |  |
| 5.      | "Listen to Your Heart" (hixxy remix)                  | 7:11    |  |
| 6.      | "Listen to Your Heart" (Friday night posse remix)     | 7:29    |  |

| Digital download |                        |         |  |
| N.º              | Título                 | Duração |  |
| 1.               | "Listen to Your Heart" | 4:32    |  |

### Melhores posições
| Parada musical (2005- 2006)               | Melhor posição |
| ----------------------------------------- | -------------- |
| Alemanha - (Media Control Charts)         | 81             |
| Austrália - ARIA Charts                   | 11             |
| Bélgica - (Ultratip (Flanders)            | 15             |
| Bélgica - Ultratop 40 (Valônia)           | 12             |
| Dinamarca - Hitlisten                     | 13             |
| Estados Unidos - Billboard Hot 100        | 49             |
| França - SNEP                             | 7              |
| Noruega - VG-lista                        | 19             |
| Países Baixos - MegaCharts                | 10             |
| Reino Unido - The Official Charts Company | 7              |

### Certificação
| País           | Certificador | Data                 | Certificação | Vendas   |
| -------------- | ------------ | -------------------- | ------------ | -------- |
| Estados Unidos | RIAA         | 5 de outubro de 2005 | Ouro         | 500.000+ |